# Maccullochella peelii
Maccullochella peelii е вид лъчеперка от семейство Percichthyidae. Видът е критично застрашен от изчезване.

## Разпространение
Разпространен е в Австралия (Виктория, Куинсланд и Нов Южен Уелс).